# Wiskes Kerstnacht
Wiskes Kerstnacht is een stripverhaal uit de reeks van Suske en Wiske. 
Het verhaal werd in 1987 uitgegeven in het “Kerstboek voor het Wereld Natuur Fonds” en is als album niet uitgekomen in de reguliere Vierkleurenreeks. Het verscheen op 24 mei 2024 in de reeks Suske en Wiske in het kort, onder het volgnummer 52.

## Locaties
- huis van tante Sidonia

## Personages
- Suske, Wiske, Schanulleke, tante Sidonia, Lambik

## Het verhaal
Suske en Wiske bouwen elk een sneeuwpop, die van Suske lijkt op tante Sidonia en de sneeuwpop van Wiske lijkt op Lambik. Ze doen vogelvoer in een vogelhuisje en per ongeluk laat Wiske haar popje slingeren. Ze merkt niet dat Schanulleke achterblijft als ze met Suske naar huis loopt. Een kraai pakt Schanulleke en ze komt in een bos terecht. 's Avonds ontdekt Wiske dat ze haar popje is vergeten. Tante Sidonia wil niet dat ze 's nachts om het popje gaat zoeken en ze huilt in bed. Dan komt er een winterkoninkje langs en de vogel wil Wiske helpen. Wiske is verbaasd dat ze het dier kan verstaan, waarna de vogel uitlegt dat dit tijdens de kerstnacht kan. Suske gelooft Wiske niet en zegt dat ze droomde. Hij gaat toch met haar mee naar buiten en ze volgen de vogel. 
Een uil wijst de weg en ze zien dat er veel dieren rond Schanulleke zijn verzameld in het bos. Ook de twee sneeuwpoppen zijn aanwezig. De volgende ochtend ziet tante Sidonia dat Schanulleke op een stoel zit in de slaapkamer van Wiske. Wiske legt uit dat de dieren en sneeuwpoppen voor haar hartendiefje hebben gezorgd. Tante Sidonia gelooft haar niet en de sneeuwpoppen blijken te zijn gesmolten. Samen met Suske gaat ze naar het bos, hij herinnert zich niets meer van het avontuur en denkt ook dat ze heeft gedroomd. Dan ziet Wiske de bezem van de sneeuwpop staan en Suske kan niet verklaren hoe dit kan.